# NGC 6430
NGC 6430 é uma galáxia espiral (Sab) localizada na direcção da constelação de Hercules. Possui uma declinação de +18° 08' 20" e uma ascensão recta de 17 horas, 45 minutos e 14,2 segundos.
A galáxia NGC 6430 foi descoberta em 2 de Junho de 1864 por Albert Marth.